# Charny (Senna e Marna)
Charny è un comune francese di 1 205 abitanti situato nel dipartimento di Senna e Marna nella regione dell'Île-de-France.
I suoi abitanti sono chiamati Charnicois.

## Società

### Evoluzione demografica
Abitanti censiti